# Jeff Parrett
Jeffrey Dale Parrett (né le 26 août 1961 à Indianapolis, Indiana, États-Unis) est un ancien lanceur de relève des Ligues majeures de baseball. Il a joué pour six équipes entre 1986 et 1996.

## Carrière
Jeff Parrett a porté les couleurs des Expos de Montréal (1986-1988), des Phillies de Philadelphie (1989-1990), des Braves d'Atlanta (1990-1991), des Athletics d'Oakland (1992), des Rockies du Colorado (1993), des Cardinals de Saint-Louis (1995-1996) puis des Phillies de Philadelphie à nouveau pour sa dernière saison (1996).
Le lanceur droitier a disputé 491 parties dans les majeures (dont 480 comme releveur) et travaillé durant 724 manches et deux tiers. Sa fiche victoires-défaites est de 56-43 avec 22 sauvetages, 616 retraits sur des prises et une moyenne de points mérités de 3,80.
En 1988, il remporte 12 gains contre 4 échecs pour les Expos en maintenant une moyenne de points mérités de 2,65. À la fin de l'année, cependant, Floyd Youmans et lui sont échangés à Philadelphie pour le lanceur partant Kevin Gross. Parrett fait bien chez les Phillies en 1989 avec un dossier de 12-6 et une moyenne de 2,98 ainsi qu'avec Oakland en 1992 où il gagne 9 de ses 10 décisions.
En 1990, Parrett a été échangé de Philadelphie à Atlanta en retour du voltigeur étoile Dale Murphy.
Il a fait partie de deux équipes championnes de division, les Braves de 1991 et les Athletics de 1992, mais n'a fait qu'une présence en éliminatoires (lors de la Série de championnat de la Ligue américaine avec Oakland en 1992).
Signé comme agent libre par le Colorado en 1993, il a fait partie des Rockies lors de leur saison inaugurale dans la Ligue nationale.